# Bélos
Bélos (řecky Βῆλος, latinsky Belus) je v řecké mytologii jméno několika postav

## Bélos – egyptský král
Byl bájným synem boha moří Poseidóna a Ókeanovny Libye. Jeho bratrem byl Agénór, král v Sídóně.
Jeho potomky byli dvojčata Danaos – měl padesát dcer, Aigyptos – měl padesát synů, které chtěl oženit s Danaovými dcerami. Třetím byl Kéfeus – aithiopský král, otec Andromedy. Jejich matkou byla Bélova manželka Anchinoé, dcera říčního boha Neila (snad řeky Nilu).

## Bélos – tyrský král
Byl otcem Dídó, zakladatelky a první královny Karthága.

## Bélos – asyrský král
Byl prý zakladatelem města Babylónu. Z Babylonu též pod jménem Ba'al a Ba'alath
Tito tři králové jsou uváděni v řecké, případně i římské mytologii. Sama egyptská a foinická mytologie krále těchto jmen nezná, neuvádí nic ani o jejich potomcích ani činech, zachovaných v řeckých mýtech. Obdobně je to i v asyrsko-babylónské mytologii.